# Chuck Rock 2: Son of Chuck
 (mars 2020).
Si vous disposez d'ouvrages ou d'articles de référence ou si vous connaissez des sites web de qualité traitant du thème abordé ici, merci de compléter l'article en donnant les références utiles à sa vérifiabilité et en les liant à la section « Notes et références ».
Chuck Rock 2: Son of Chuck est un jeu vidéo de plate-forme développé et édité par Core Design en 1993. Le jeu fonctionne sur Amiga, Amiga CD32, Game Gear, Master System, Mega-CD et Mega Drive.
Il est la suite de Chuck Rock, sorti en 1991.

## Système de jeu
Le héros incarne un bébé préhistorique armé d'un gourdin, ce bébé nommé junior est le fils du héros du premier jeu d'où le nom (son of chuck) fils de chuck en français.
Il doit traverser un univers riche en humour et en bonne humeur.
La vie du héros est représentée par un biberon. À certains moments de son aventure, le héros peut chevaucher des animaux (d'autruche et de chèvre ou d'un petit dinosaure) qui seront nécessaires à traverser un (ou une partie du) niveau. Les environnements sont variés et plutôt bien réussis (dos d'un diplodocus au-dessus de l'eau, caverne obscure, un arbre, etc.)
À cela s'ajoute une palette d'ennemis assez amusante.(dinosaure armé de lance-flamme, homme préhistorique déguisé en dinosaure, homme préhistorique avec un monstre poilu en guise de substitut capillaire.)